# Battaglia di Kolín
La battaglia di Kolín del 18 giugno 1757 vide 44 000 austriaci (o 65 000) al comando del Conte von Daun sconfiggere 32 000 prussiani al comando di Federico il Grande nel corso della Guerra dei Sette anni. I prussiani, nello scontro, persero circa 14 000 uomini, gli austriaci circa 9 000

## Scenario
Federico II aveva vinto l'ennesima battaglia contro l'Austria e assediava ora Praga.
Il Feldmaresciallo Daun era troppo in ritardo per partecipare alla Battaglia di Praga, ma prese con sé 16 000 uomini che erano fuggiti dalla battaglia. Con questa armata egli si mosse lentamente contro le truppe prussiane.
Federico prese 32 000 dei propri uomini ed intercettò Daun. Sapendo che i prussiani non avevano abbastanza forze per poter assediare Praga ed inseguire von Daun in un luogo troppo distante da Praga stessa (o per combattere contro i rinforzi inviati a Praga da Vienna), gli austriaci mantennero la posizione difensiva sulle colline presso Kolín. Federico venne perciò costretto ad attaccare gli austriaci, ma il campo di battaglia era quantomai ostico perché costituito da un territorio non pianeggiante.
Il piano di Federico era quello di circondare gli austriaci con l'ala destra del proprio esercito.

## La battaglia
Le forze di Federico fallirono nell'accerchiamento degli austriaci e si trovarono a dover fronteggiare il nemico di fronte. La fanteria leggera austriaca sembra abbia giocato qui un ruolo fondamentale; i soldati prussiani spronati dai generali von Manstein e Tresckow, attuarono l'attacco troppo presto.
Le colonne prussiane, ora separate,  si gettarono in una serie di attacchi non coordinati, contro un numero di soldati austriaci ben superiore. Nel pomeriggio, dopo circa cinque ore di combattimento, i prussiani erano disorientati e le truppe di von Daun li stavano per sconfiggere.
I corazzieri prussiani, sotto il comando del Colonnello von Seydlitz (promosso a Generale Maggiore quello stesso giorno) infine comparvero all'orizzonte. Vi furono molte cariche, ma non furono sufficienti ad evitare i contrattacchi dalla collina di Krzeczor. Il 1º Battaglione della Guardia sotto il comando del Generale von Tauentzien salvò la fanteria prussiana, coprendone la ritirata.

## Risultato
La battaglia rappresentò la prima sconfitta di Federico II nel corso di questa guerra. Questo disastro lo forzò ad abbandonare il suo progetto di marciare verso Vienna, rinunciando ad assediare Praga e tornando a Leitmeritz. Gli austriaci, forti di 48 000 uomini a Praga, lo inseguirono con un totale di 100 000 uomini, e la sconfitta del principe Augusto Guglielmo di Braunschweig-Bevern (che si era ritirato per ragioni non ancora chiare e comunque poco significative) a Zittau, inflisse un severo colpo allo stato prussiano.
Il re venne obbligato a lasciare i confini della Boemia.
Federico imputò la sconfitta ai suoi generali, tra i quali si trovava anche il Principe Maurizio di Anhalt-Dessau, ma il grosso del demerito può oggi essere attribuito a Federico II. Egli optò per un assalto contro un numero troppo alto di nemici, attuando una strategia rischiosa.
Nello stesso giorno, per commemorare questa vittoria Maria Teresa istituì l'Ordine militare di Maria Teresa.